# Marie de Bourgogne (1386-1422)
Pour les articles homonymes, voir Marie de Bourgogne (homonymie).
Marie de Bourgogne, née à Dijon en 1386 et morte à Thonon-les-Bains le 2 octobre 1422, est une noble issue de la dynastie française des Valois devenue comtesse puis duchesse de Savoie à la suite de son mariage avec Amédée VIII de Savoie. Elle est la fille de Philippe, dit le Hardi, duc de Bourgogne et de Marguerite III de Flandre.

## Biographie

### Jeunesse
Marie de Bourgogne est née en 1386, probablement en septembre. Elle est la fille du duc de Bourgogne, Philippe, dit le Hardi, et de Marguerite III de Flandre. Dès sa naissance, son père souhaite la marier au comte de Savoie afin de rapprocher les deux principautés voisines. Le duc est par ailleurs intervenu dans le règlement de la question de la régence du jeune comte Amédée, à la suite de la mort tragique de son père, considérant ce dernier comme son gendre.

### Comtesse de Savoie

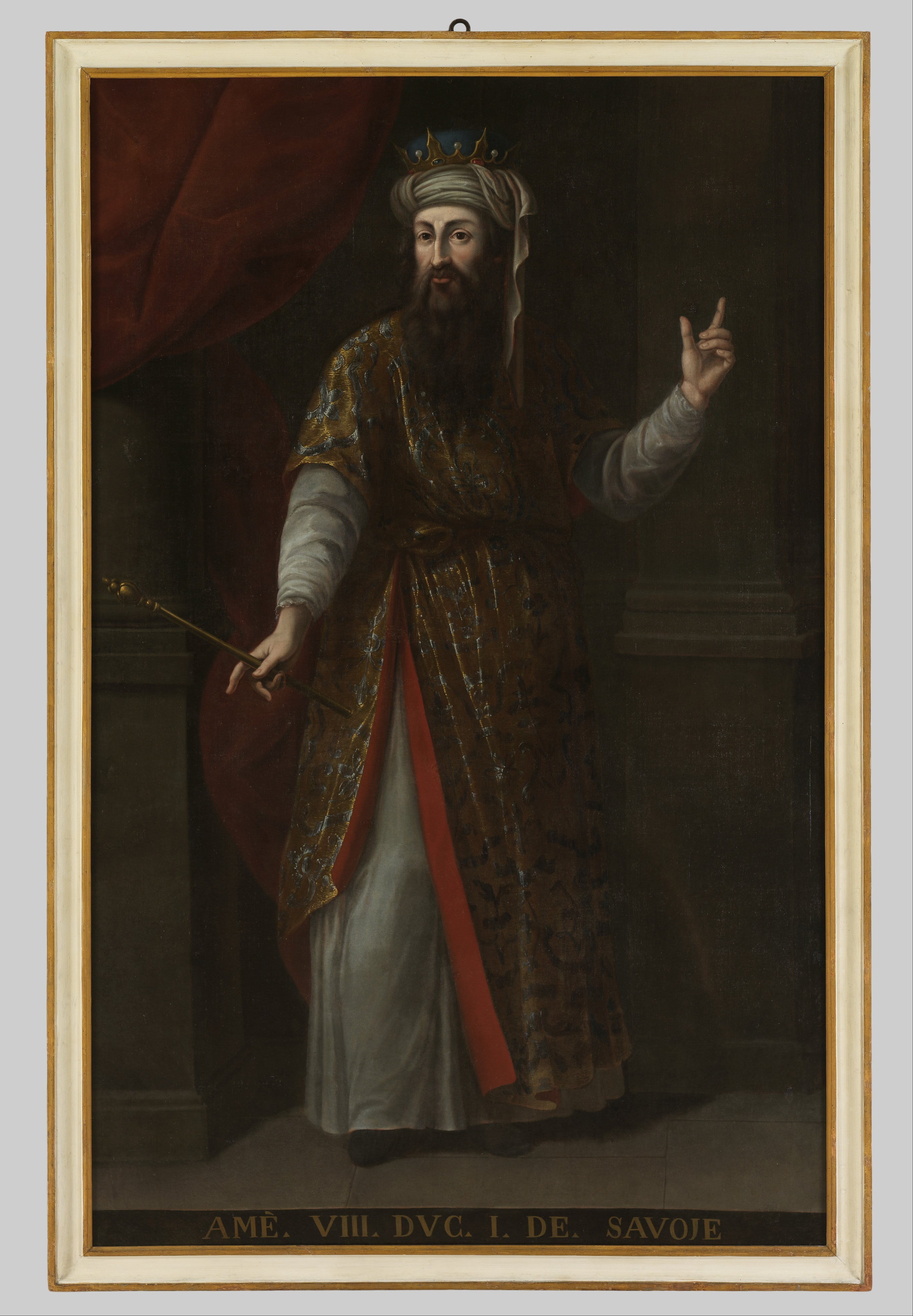
Portait d’Amédée VIII (Collection Reggia di Venaria Reale, XVIIIe siècle).

Marie de Bourgogne, alors âgée de sept ans, est mariée au jeune comte de Savoie, Amédée VIII, il a tout juste trois ans de plus. Le mariage est célébré à Chalon le 30 octobre 1393, jour de la saint Michel,,. Elle ne se rend auprès du comte que lorsqu'elle atteint ses 18 ans. Toutefois, il semble que le comte lui rendait de nombreuses visites,.
Ils ont entre 8 et 11 enfants, selon la prise en compte des enfants mort en bas âge :
- Les trois aînés n'ont pas survécu, il s'agirait d'une fille, Marguerite († vers 1418)[11], et de deux garçons Antoine (né en mai 1407 à Chambéry, enterré à Hautecombe le 12 décembre 1407)[11] et Antoine (né le 30 septembre 1408 à Chambéry et enterré la même année à Chieri)[12],[11].
- La quatrième enfant, Marie ou Maria, naît à Thonon en janvier 1411[12],[11]. Elle épouse le 2 décembre 1427 Philippe Marie Visconti (1392 † 1447), duc de Milan[11],[13],[14].
- Le cinquième enfant, Amédée, naît le 26 mars 1412, à Belley, en Bugey[12],[11]. Il est fait le 15 août 1424 prince du Piémont[11],[15]. Il meurt le 17 août 1431, en Piémont[11].
- Le sixième enfant est un fils, Louis, née à Genève le 24 février 1413. Successivement comte de Bagé, puis comte de Genève, prince du Piémont et lieutenant général du duché[11], puis succèdant à son père le 4 janvier 1440[16]. Il est marié en 1433 avec Anne de Lusignan (1419-1462), la fille de Janus de Chypre, roi de Chypre[11]. Il est décrit comme un prince amoureux des arts et passionné de musique[17].
- La septième enfant, est une fille, Bonne, née en septembre 1415 à Thonon[11]. Elle est fiancée à l'âge de 10 ans (janvier 1426), à François Ier de Bretagne, devenu comte de Montfort l'année suivante[12],[11],[14]. Elle meurt d'ailleurs peu de temps après, le 25 septembre 1430, à Ripaille[11],[18]. Son corps fut exposé au château avant de rejoindre l'abbaye d'Hautecombe[11], puis la cathédrale de Genève[18].
- La huitième enfant est une autre fille, Marguerite (7 août 1420 à Morges † Stuttgart 30 septembre 1479), mariée trois fois[11],[14].
  1. par contrat daté de Thonon le 22 juillet 1431 à Louis III (1403 † 1434), duc d’Anjou et comte de Provence. Il meurt deux ans après sans avoir eu d'enfants.
  2. en 1444 à Louis IV (1424 † 1449), électeur palatin
  3. en 1453 à Ulrich V (1413 † 1480), comte de Wurtemberg
- Enfin, le neuvième enfant, un fils, Philippe (né à Ripaille, quelques années après Marguerite[11]), dit Monsieur ou Monseigneur[11], obtient en apanage l'ancien comté de Genève le 4 ou 7 novembre 1434[11],[19],[20], à la suite de son frère Louis qui est fait lieutenant général du duché[21]. Le 28 mars 1441, il confirme les franchises obtenues par la cité de Cruseilles[21]. Meurt célibataire à Annecy en 1453[11].